# Anton Wübbena-Mecima
Anton Engelke Wübbena-Mecima (* 31. Oktober 1920 in St. Georgiwold bei Weener; † 6. Juli 2002 ebenda) war ein deutscher Politiker der CDU. Er war Landrat des Landkreises Leer und Abgeordneter im Landtag von Niedersachsen.

## Leben
Wübbena-Mecima besuchte die Volksschule in St. Georgiwold und danach die Mittelschule und eine Landwirtschaftliche Fachschule in Weener. 
Am 16. November 1939 stellte er einen Aufnahmeantrag und zum 1. März 1940 wurde er NSDAP-Mitglied, Mitgliedsnummer 7.513.703. 
Von 1940 bis 1945 war er Soldat im Zweiten Weltkrieg. 1942 übernahm er den elterlichen Hof. Wübbena-Mecima trat 1947 der CDU bei. 1951 wurde er Obersielrichter der vereinigten Großsoltborger Sielacht. Seit 1971 war er stellvertretender ehrenamtlicher Obersielrichter der Sielacht Rheiderland. Als Vertreter des Landkreises Leer war Wübbena-Mecima Mitglied der Wirtschaftsförderungsgesellschaft Ostfriesland-Unterems e. V.
Wübbena-Mecima war ab 1946 Ratsherr und von 1952 bis März 1973 Bürgermeister in St. Georgiwold und zugleich Ratsherr der Stadt Weener. Von 1965 bis März 1973 war er Landrat, danach stellvertretender Landrat des Landkreises Leer. In der siebten bis neunten Wahlperiode gehörte er von 1970 bis 1982 dem Niedersächsischen Landtag an. In der zehnten Wahlperiode rückte er nach und gehörte dem Landtag nochmals vom 3. Juli 1985 bis zum 20. Juni 1986 an.

## Auszeichnungen
- 1973: Bundesverdienstkreuz Erster Klasse
- 1982: Großes Bundesverdienstkreuz
- 1999: Ubbo-Emmius-Medaille